# Harry Ott

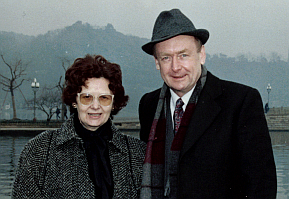
Harry Ott mit Ehefrau Anita

Harry Ott (* 15. Oktober 1933 in Chemnitz; † 24. Juni 2005 in Prieros) war ein deutscher Diplomat. Er war von 1974 bis 1981 Botschafter der DDR in der Sowjetunion, 1982 bis 1988 Ständiger Vertreter der DDR bei den Vereinten Nationen und stellvertretender Außenminister.

## Leben
Der Sohn einer Weberfamilie wuchs im Chemnitzer Stadtteil Kappel auf. Von 1940 bis 1948 besuchte er dort die Volksschule.
Nach dem Krieg wurde er 1945 Mitbegründer einer Antifa-Jugendgruppe in Kappel. 1948 wechselte er auf eine Oberschule in Chemnitz und legte 1952 sein Abitur ab. 1952 wurde er Mitglied der SED und studierte an der Karl-Marx-Universität Leipzig Wirtschaftswissenschaften. 1953 wurde Ott zum Studium an das Staatliche Institut für Internationale Beziehungen nach Moskau delegiert. 1959 schloss er das Studium als Diplom-Staatswissenschaftler ab. 
Nach seiner Rückkehr in die DDR begann seine Tätigkeit im Ministerium für Auswärtige Angelegenheiten der DDR (MfAA) der DDR. Bis 1966 war er als Referent, Instrukteur und Sektorenleiter im MfAA tätig. Danach arbeitete er ab 23. Februar 1966 als Stellvertreter des Leiters der Abteilung Internationale Verbindungen des ZK der SED. Auf dem VIII. Parteitag der SED im Juni 1971 wurde er zum Mitglied der Zentralen Revisionskommission gewählt.
Im März 1974 wechselte er in den diplomatischen Dienst der DDR und wurde als Nachfolger von Horst Bittner zum Botschafter der DDR in der UdSSR ernannt. Diesen Posten beim wichtigsten Verbündeten der DDR behielt Ott bis Januar 1981. Seit Mai 1976 war er Mitglied des ZK der SED (wiedergewählt 1981 und 1986).
Vom 1. Februar 1982 bis September 1988 war er schließlich Ständiger Vertreter der DDR bei den Vereinten Nationen in New York. 
Gleichzeitig bekleidete Ott ab 1982 auch das Amt des stellvertretenden Außenministers, welches er bis zum Ende der Regierung Modrow innehatte. Nach der Wende engagierte sich Ott als Referent im Verein Gesellschaft zum Schutz von Bürgerrecht und Menschenwürde e.V. Bis kurz vor seinem Tode übernahm er dort Ehrungen und hielt Vorträge. Weiterhin beriet er Unternehmen, die sich den russischen Markt erschließen wollten.
Er war verheiratet mit Anita Ott und hat zwei Kinder (Tamara Ott und Gerald Ott).

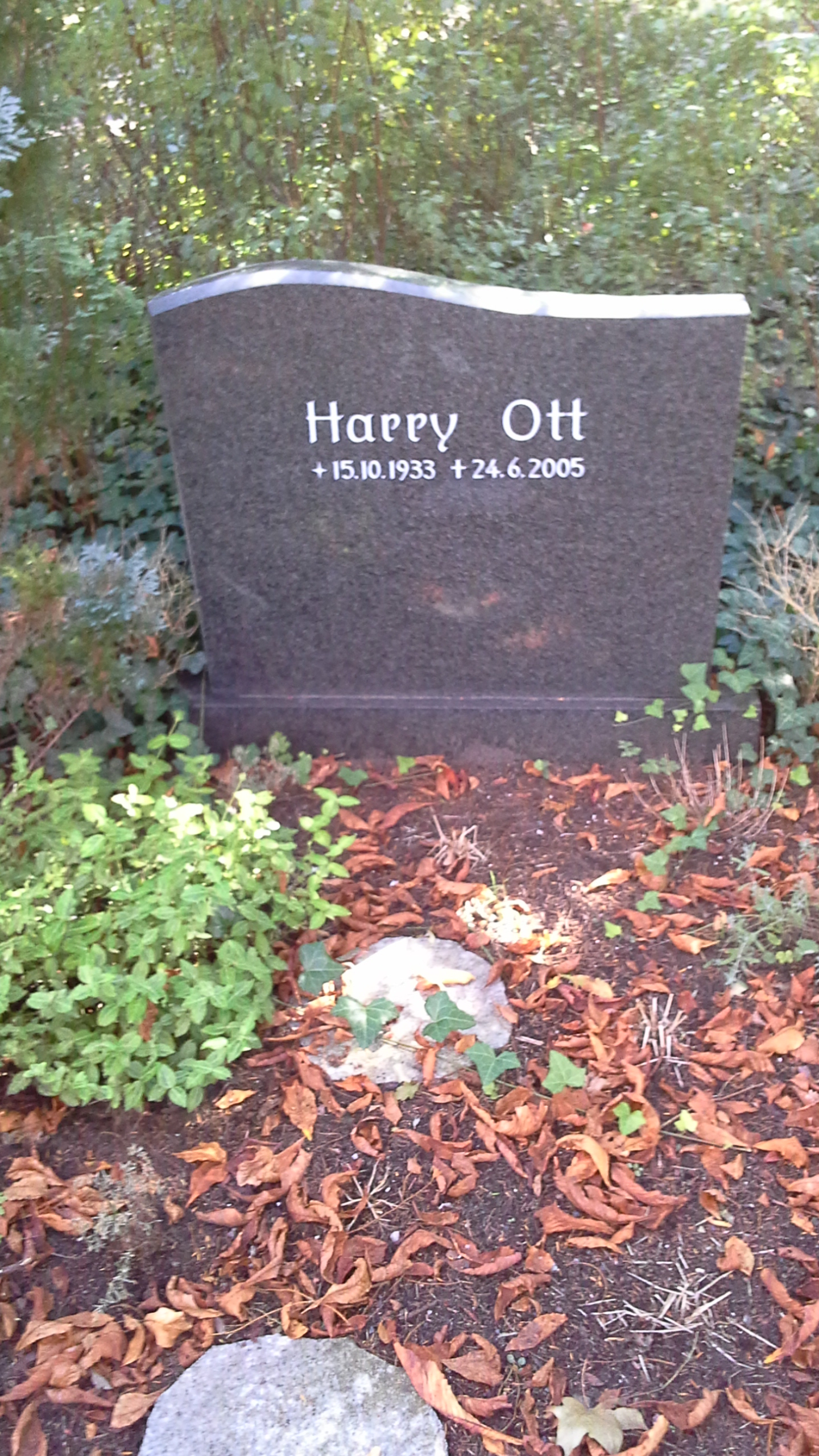
Das Grab Harry Otts auf dem Zentralfriedhof Friedrichsfelde.

Die Grabstätte Otts befindet sich auf dem Berliner Zentralfriedhof Friedrichsfelde.

## Auszeichnungen
- 1969 Vaterländischer Verdienstorden in Bronze, 1973 in Silber und 1983 in Gold
- 1970 Lenin-Medaille der UdSSR
- 1979 Orden Banner der Arbeit Stufe I
- 1980 Orden der Völkerfreundschaft der UdSSR
- 1983 Karl-Marx-Orden
- 1988 Orden Stern der Völkerfreundschaft in Silber